# The Story of the Kelly Gang
The Story of the Kelly Gang is een Australische speelfilm uit 1906 geregisseerd door Charles Tait en wordt beschouwd als de eerste lange speelfilm (65-70 minuten).
De film vertelt een waargebeurd verhaal over de beruchte balling Ned Kelly. Er zijn nog maar enkele fragmenten bewaard gebleven. De film behoort sinds 2007 tot het Australisch cultureel erfgoed, als onderdeel van het Memory of the World-initiatief van UNESCO.

## Restauratie
De film bleef niet goed bewaard en aan het eind van de Tweede Wereldoorlog werd nog vermoed dat de gehele film verdwenen was. Tot en met de jaren zeventig waren enkele foto's en promotiemateriaal het enige dat nog aan de film herinnerde. Later wist het National Film & Sound Archive toch nog materiaal te vinden en te restaureren, waardoor delen van de film nu weer toonbaar zijn.

## Commercieel succes
Toen de film in 1906 werd uitgebracht, was het een commercieel succes. Hij werd zeven weken in Melbourne vertoond en reisde verder door Australië waar het in bioscopen in andere steden werd vertoond. Aan het eind van 1907 was de film inmiddels ook al in Nieuw-Zeeland en Engeland vertoond, waar het aangekondigd werd als de langste film ooit. De film leverde voor die tijd een fortuin op van £25.000.

## Rolverdeling
Rond de dertig mensen hebben beweerd een rol hebben gespeeld in de film. Achteraf leverde bestudering van een deel van de beelden de zekerheid op, dat in elk geval Lizzie Tait (Kate Kelly) en John Forde (Dan Kelly) hebben meegespeeld. Verder is er een redelijke zekerheid, dat ook Frank Mills op de beelden te zien is.
| Acteur         | Personage  |
| -------------- | ---------- |
| John Forde     | Dan Kelly  |
| Elizabeth Tait | Kate Kelly |
| Frank Mills    | Ned Kelly  |